# Job Tausinga
Job Dudley Tausinga, né le 18 juillet 1951, est un homme politique salomonais.
Diplômé de l'Université du Pacifique sud et de l'Université de Papouasie-Nouvelle-Guinée, il travaille comme enseignant dans le primaire et le secondaire avant de se lancer en politique. En 1982 (quatre ans après l'indépendance des îles Salomon), il est élu député de Kusaghe à l'Assemblée provinciale de la Province occidentale. Il est ensuite Premier ministre de cette province de 1983 à 1987. Dans le même temps, il se lance en politique nationale : en 1984, il est élu député de la circonscription de Nouvelle-Géorgie-nord au Parlement national. Débute alors la plus longue carrière parlementaire de l'histoire du pays.
Réélu député en 1989, 1993, 1997, 2001 et 2006, il est notamment ministre de l'Environnement et vice-Premier ministre d'avril à décembre 2006, sous les premiers ministres Snyder Rini puis Manasseh Sogavare, puis ministre de l'Éducation et du Développement des ressources humaines du 21 décembre 2007 au 16 septembre 2008, sous le premier ministre Derek Sikua. À divers moments avant cela, il avait été ministre des Affaires étrangères (dans les années 1990, sous Solomon Mamaloni), ou encore chef de l'opposition officielle. Durant sa carrière, il s'est notamment opposé à la très influente industrie de l'exploitation forestière, et a critiqué les députés qui changent de camp plusieurs fois en cours de législature, provoquant une instabilité politique.
Aux élections législatives du 4 août 2010, il est réélu pour un septième mandat consécutif de député - un record dans le pays. Il conserve aisément son siège avec 74,2 % des voix. Le 5 décembre 2011, il est élu vice-président du Parlement, sous Allan Kemakeza, et conserve ce poste jusqu'à la fin de la législature le 8 septembre 2014. À ces élections de 2010, il est rejoint au Parlement par son fils Silas Tausinga, qui comme lui siège pour le Parti de l'avancement rural. Tous deux siègent initialement sur les bancs de l'opposition, jusqu'en mars 2012 où Silas Tausinga rejoint la majorité gouvernementale de Gordon Darcy Lilo, et est promu ministre du Gouvernement provincial et de la consolidation des institutions. Père et fils siègent dès lors sur des bancs opposés .
Job Tausinga, alors vétéran du corps législatif, est battu aux élections du 19 novembre 2014, et perd son siège de député après trente ans au Parlement.